# Santa Rosa (Paraguay)
Santa Rosa è una città del Paraguay, nel Dipartimento di Misiones. Si trova a 257 km dalla capitale del paese Asunción; forma uno dei 10 distretti in cui è diviso il dipartimento.

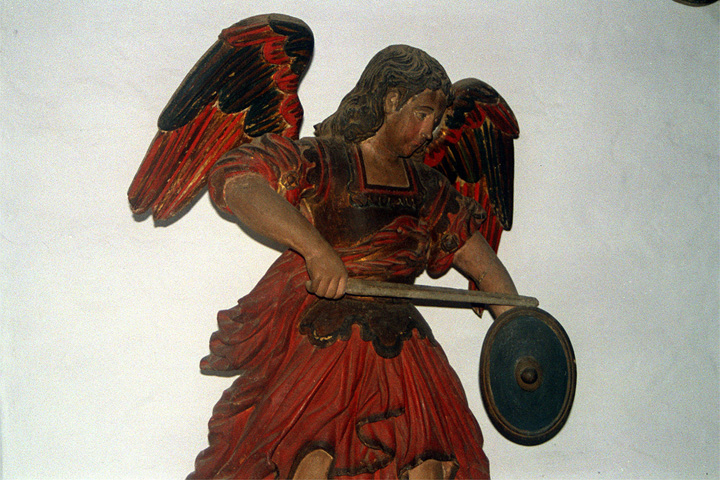
Immagine della Chiesa di Santa Rosa de Lima

## Popolazione
Al censimento del 2002 Santa Rosa contava una popolazione urbana di 6.814 abitanti (17.612 nel distretto).

## Storia
Fondata nel 1698 dal padre gesuita Ranzonier, fu un'importante riduzione gesuita. La sua chiesa originale fu distrutta da un incendio nel 1883; dall'incendio si salvò invece il campanile, arrivato intatto fino ai nostri giorni.

## Economia
Le principali attività del posto sono l'agricoltura e l'allevamento.

### Turismo
Oltre al campanile originale, Santa Rosa vanta nella Capilla de la Virgen de Loreto (Cappella della Vergine di Loreto) gli unici affreschi di epoca delle riduzioni gesuite arrivati fino a noi. Nella città sono presenti anche un museo con reperti dei gesuiti, diverse case coloniali e il Pombero Pyporé, una pietra sulla quale è ben visibile un'orma, attribuita alla figura mitologica guaraní del Pombero. Le rive del vicino fiume Sangurí sono affollate in estate.